# Ernesto Canto
Ernesto Canto Gudiño (Città del Messico, 18 ottobre 1959 – Città del Messico, 20 novembre 2020) è stato un marciatore messicano, campione olimpico e mondiale della 20 km.

## Biografia
Oltre a due medaglie mondiali (outdoor e indoor), vantava due successi nella Coppa del mondo di marcia.
Canto è morto nel 2020 per un tumore al pancreas.

## Record nazionali

### Seniores
- Marcia 5.000 metri indoor: 18'38"71 ( Indianapolis, 7 marzo 1987)

## Palmarès
| Anno | Manifestazione      | Sede         | Evento         | Risultato | Prestazione | Note            |
| ---- | ------------------- | ------------ | -------------- | --------- | ----------- | --------------- |
| 1983 | Mondiali            | Helsinki     | Marcia 20 km   | Oro       | 1h20'49     |                 |
| 1983 | Giochi panamericani | Caracas      | Marcia 20 km   | Oro       | 1h28'12     |                 |
| 1984 | Giochi olimpici     | Los Angeles  | Marcia 20 km   | Oro       | 1h23'13     | Record olimpico |
| 1984 | Giochi olimpici     | Los Angeles  | Marcia 50 km   | 10º       | 4h07'59     |                 |
| 1987 | Mondiali indoor     | Indianapolis | Marcia 5.000 m | Bronzo    | 18h38'71    |                 |
| 1988 | Giochi olimpici     | Seul         | Marcia 20 km   | -         | DSQ         |                 |
| 1992 | Giochi olimpici     | Barcellona   | Marcia 20 km   | 29º       | 1h33'51     |                 |

## Altre competizioni internazionali
1990
- Oro ai Goodwill Games ( Seattle), marcia 20.000 m - 1h23'13"12